# Надежда (шхуна-ресторан)
«Надежда» — несуществующая ныне шхуна-ресторан на вершине Американского перевала, архитектурно оформлявшая въезд в город Находку; визитная карточка города до 2000 года.
Идея оригинального оформления въезда в город морским судном появилась в 1975 году накануне 25-летнего юбилея Находки. Автором проекта выступил архитектор Владимир Ремезов. Шхуна должна была также выполнять функцию придорожного ресторана.
Материалом строения послужило морское зверобойное судно финской постройки «Кооператор». Построено в 1956 году а/о «Лайватеолиусуус». «Кооператор» занимался промыслом в Охотском и Берингом морях до 1960-х годов. В доке «Приморского завода» судно весом 155 тонн было распилено на 3 части и перевезено автомобильным транспортом на Находкинский перевал.
Первоначально шхуна-ресторан носила название «Ассоль», позднее переименована в «Надежду». Названия «16 румбов» никогда не было.

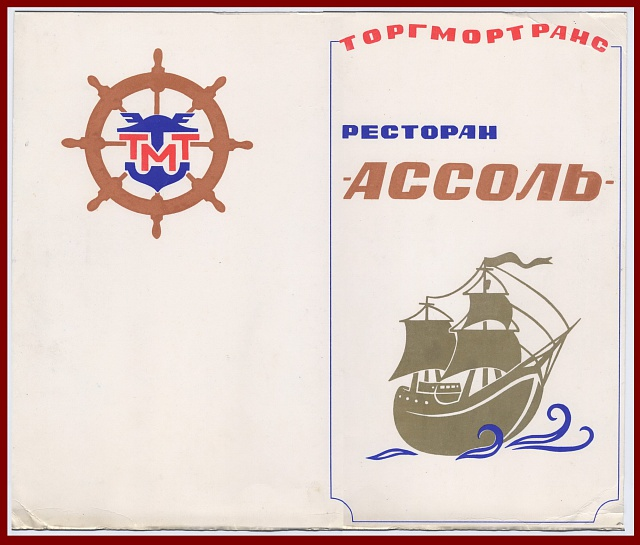
Первое меню ресторана. 1975 г.

К концу 1990-х годов деревянное строение обветшало, и на совещании архитекторов города весной 2000 года было принято решение снести неприглядный объект. В апреле 2000 года силами пожарной охраны шхуна была ликвидирована.
Тема восстановления архитектурного символа Находки с 2000 года неоднократно обсуждалась при участии градостроительного совета города и владельца земельного участка на месте «Надежды».